# Windsor (Floryda)
Windsor – jednostka osadnicza w Stanach Zjednoczonych, w stanie Floryda, w hrabstwie Indian River, nad Oceanem Atlantyckim.